# Johannes de Monte-Snyder
Johannes de Monte-Snyder, o Johannes Mondschneider, (ca. 1625 – 1670) è stato un alchimista tedesco, considerato una delle figure più importanti nella storia dell'alchimia del XVII secolo.
Considerato un sofista e un maestro illuminato, alcune delle trasmutazioni meglio documentate del XVI secolo sono sue.

## Biografia
I dati sulla vita di questo alchimista tedesco sono alquanto scarsi. Poiché gran parte di ciò che si sa dà adito a doppie interpretazioni, ad esempio, alcuni autori ritengono che il suo nome non fosse Johann o Johannes ma Joseph. [Schmieder] dice che, sebbene apparentemente olandese, il suo nome era Mondschneider e che era originario del Palatinato (tedesco). Altri affermano che Monte-Snyder fosse nipote materno di Levinus Lenmius (1505 - 1568), professore di medicina a Lovanio e autore della celebre opera fuo de occultis natura: rairaculis doeet, che gli insegnò la tintura con la quale eseguì diverse trasmutazioni. La vita e l'ascesa di Monte-Snyder, come scrisse JJ Bechert in un commento alle sue Opere, pubblicato nel 1726, rimasero misteriose, sembra essere stato un ermetista e un personaggio immaginario nell'esistenza reale. La sua esistenza è attestata dalle opere da lui lasciate: “"De Medicina Universali"” (1662) e Metamorphosis Planetarum (1663).
Grazie alle sue conoscenze, e alle varie trasmutazioni che eseguiva in pubblico, Monte-Snyder acquisì fama e divenne noto in tutta Europa. Era diventato uno degli alchimisti preferiti di Isaac Newton, particolarmente interessato a studiarne e comprenderne le complessità dottrinali e al quale il celebre fisico scrisse un manoscritto in latino di 5.000 parole intitolato “Commentatio de Pharmaco Catholico” dopo che lo stesso Newton tradusse, di suo pugno, in inglese, il trattato su La medicina universale dell'alchimista. Newton possedeva anche una copia de “Metamorfosi planetaria” con l'autografo di Monte-Snyder.
Altri autori influenzati da Monte-Snyder furono Julius Evola, che aveva una predilezione per i suoi scritti, Massimiliano Savelli Palombara, marchese di Pietraforte, che, nella famosa Porta Alchemica nella sua villa a Roma e nel suo libro Porta alquímica, utilizza proprio i segni planetari presenti nel De pharmaco Universale di Monte-Snyder. La Porta Alchemica di Palombara, detta anche Porta Magica, realizzata nel 1680 nel giardino romano di Palombara (antico Ninfeo di Alessandro Severo, e erroneamente chiamato "Trofei di Mario", nell'attuale Piazza Vittorio Emanuele a Roma) e che reca un portale in pietra con uno stemma dell'allegoria alchemica di Henricus Madathanus, "Aureum Seculum Redivivum", del 1621, reca sul frontespizio la seguente iscrizione: “Quando in domo tua nigri corvi parturient albas columbas tunc vocaberis sapiens" ossia "Quando nella tua casa neri corvi partoriranno bianche colombe, allora sarai chiamato sapiente". I suoi emblemi si distinguono per i tratti esoterici e alchemici che possiede. È affiancato da insegne alchemiche e varie iscrizioni latine che descrivono il processo alchemico. I sette segni sono tratti dalla “ Chymica vannus-Commentatio de pharmaco catholico ” di Monte-Snyder e sono in sequenza: Saturno (piombo), Giove (stagno), Marte (ferro), Venere (bronzo), Mercurio, Antimonio e Vetriolo (Monade Geroglifica di John Dee)  La porta, come detto sopra, è ancora visibile in Piazza Vittorio Emanuele II, a Roma .
La fama di Monte-Snyder si diffuse così ampiamente che l'allora ventenne imperatore Leopoldo I, nel 1660, lo invitò a fargli visita a Vienna. Secondo Adam McLean, alla corte di Vienna Monte-Snyder eseguì una trasmutazione del piombo in oro sotto gli occhi dell'imperatore e di tutti, sull'esempio di quella compiuta dall'alchimista Johann Konrad Richthausen, in 1648 a Praga davanti all'imperatore Ferdinando III, o quella realizzata dall'ex monaco agostiniano Wenzel Seiler nel 1677. Ricordando che una delle più notevoli trasmutazioni, secondo Goossen van Vreeswyk, di Monte-Snyder, la effettuò ad Aix-la-Chapelle in Aquisgrana, nel 1667, alla presenza di William, orafo e maestro della zecca in quella città. A quel tempo Monte-Snyder produceva oro di ottima qualità da piombo e rame. Questa era l'alchimia tardo barocca la cui principale caratteristica era la trasmutazione pubblica. Si dice che Monte-Snyder abbia dedicato tutta la sua vita alla causa dei poveri ma, secondo le fonti, dopo qualche tempo, nel 1670, egli stesso morì a Magonza in povertà.
Un'altra caratteristica di questo periodo, la fine del secolo. XVII, fu l'interesse degli Asburgo per le scienze occulte e soprattutto per l'alchimia. Alcuni di questi nobili e imperatori furono direttamente coinvolti in quest'arte, come furono i casi di Rodolfo II, Massimiliano I, Ferdinando III e Leopoldo I che mantennero rapporti con molti alchimisti e dei quali sussidiavano il loro lavoro, come fu per il caso proprio di Monte-Snyder, ma anche del su menzionato Wenzel Seiler, dell'economista-alchimista Johann Joachim Becher, dell'intrigante e controverso Domenico Caetano, sedicente “Conte Ruggiero”, e ancora per i casi di Joannes Frederic von Rain, Martin Ruland il Vecchio, Martin Ruland il Giovane, ecc..

## Opere
- Metamorphosis Planetarum ("Metamorfosi planetaria"), Jansson, 1663.[11]
  - Quest'opera contiene una delle più grandi allegorie alchemiche, che è immensamente popolare e molti hanno faticato a comprenderne le complessità, incluso il famoso scienziato Isaac Newton.[12] Biblioteca di Alchimia, autore Philip N Wheeler. Editore CreateSpace, pubblicazione indipendente, 2015. 150 pagine. ISBN 1511733284, 9781511733281 - Da Monte-Snyder, Metamorfose Planetarum. - Questo è un meraviglioso cambiamento di pianeti e figure metalliche nella loro prima essenza è una ristampa inalterata e di alta qualità dell'edizione originale dell'anno 1774. ISBN 978-3-7434-7916-6
- Chymica vannus-Commentatio de pharmaco catholico (Reconditorium ac reclusorium opulentiae sapientiae numinis mundi magni, cui deditur in titulum Chrymica vannus). di Iohnannes de Monte-Snyder Latinitate donata di Authorem Chymicæn Vannus, in latino, c. 5.000 parole, 13 pp. Vedere H1378.[13] in latino. Pubblicato ad Amsterdam : Apud Joannem Janssonium à Waesberge & Elizeum Weyerstraet, anno 1666. 
  - Questo libro è ritenuto un capolavoro di tradizione ermetica.
- Volantino, pubblicato a Ulma nel 1680, con i titolo originale: "Teclatio Centri in Trigono Centri per Somnium - Das ist: Erläuterung dess Hermetischen Güldenen Fluss" (Ovvero: spiegazione del Flusso Aureo Ermetico). Il testo contiene cinque parti, la prima è un Aenigma Cabalisticum; la seconda è la explicatio centri in trigono centri, che descrive la fusione dei triangoli ascendenti e discendenti rappresentanti il fuoco filosofico e l'acqua filosofica; seguono due commenti alchemici sulle operazioni contenute nell'Opus Philosophicum scritto da Von Dem Löwen deß Rothen Creutzes; infine, l'ultima parte del volantino è un testo di medicina astronomica, su come curare le malattie attraverso la mediazione degli astri.
- Commentaire sur la Médicine Universalle (Alchimia). Madrid: Ed. Archè, 1977